# ان۵۰۰ ناویپلن
ان۵۰۰ ناویپلن (به انگلیسی: N500 Naviplane) یک کشتی است که طول آن ۵۰ متر (۱۶۰ فوت) و ارتفاع آن 17 m (55 ft 9 in) hovering می‌باشد. این کشتی در سال ۱۹۷۷ ساخته شد.